# آلة الزمن (فلم 1960)
آلة الزمن (بالإنجليزية: The Time Machine)؛ هو فيلم خيال علمي أمريكي أنتج عام 1960 من قبل شركة ميتروكلر، تم إنتاجه وإخراجه من قبل جورج بال. استند الفيلم إلى رواية 1895 التي تحمل نفس الاسم من قبل هربرت جورج ويلز والتي كانت مؤثرة في تطوير الخيال العلمي.
يبني مخترع في إنجلترا آلة تمكنه من السفر إلى المستقبل البعيد، يكتشف أن أحفاد البشرية قد انقسمت إلى نوعين، تلقت آلة الزمن جائزة الأوسكار عن التأثيرات التصويرية التي تستغرق وقتا طويلا، والتي تظهر أن العالم يتغير بسرعة عندما يسافر المسافر إلى المستقبل.

## الإنتاج
جورج بال كان معروفًا بالفعل بعمله الرائد في مجال الرسوم المتحركة، بعد أن تم ترشيحه سنويًا تقريبًا لنيل جائزة الأوسكار خلال الأربعينيات، غير قادر على بيع هوليود على مفهوم الفيلم، اسم الشخصية الرئيسية للفيلم (ألمح إليه في الحوار فقط بأسم «جورج») يربط بينه وبين جورج بال والكاتب الأصلي للخيال العلمي هربرت جورج ويلز، يمكن رؤية اسم «آتش. جورج ويلز» على لوحة من النحاس الأصفر على آلة الزمن.
كان «بال» في الأصل ينظر في اختيار ممثل بريطاني في منتصف العمر مثل ديفيد نيفن أو جيمس ماسون في دور البطل جورج، وفي وقت لاحق غير رأيه واختير الممثل الأسترالي الأصغر رود تايلور لإضفاء المزيد من البعد الرياضي والمثالي على الشخصية، كان دور تايلور الرئيسي الأول في مسيرته في فيلم روائي طويل.

## ميزانية الفيلم
وبميزانية تقل عن مليون دولار، لا يمكن تصوير الفيلم في لندن، وهكذا تم تصوير المشاهد الحية من 25 مايو إلى 30 يونيو 1959 ، في كولفر سيتي بولاية كاليفورنيا، حيث تمتلئ الخلفيات في كثير من الأحيان بفضل اللوحات والنماذج غير اللامعة تم إعادة تصميم بعض الأزياء والمجموعات.

## استقبال الفيلم
أثنت مراجعة إيجابية بشكل عام في على التأثيرات الخاصة بأنها "رائعة" وكتبت أن "رود تايلور يؤسس نفسه بالتأكيد كواحد من المواهب الشابة المتميزة على شاشة اليوم"، لكنه أخطأ في سرعة الفيلم، حيث وجد أن "الأشياء تتباطأ" المشي "بمجرد وصول بطل الرواية إلى المستقبل البعيد، وصفت تقارير الفيلم بأنه "خيال علمي رائع... مليء بالتشويق والتأثيرات الخاصة والعواقب خارج هذا العالم"، على الرغم من أن المراجعة رثت انعدام الهزائم الكوميدية، كتب ويتني بالييت من صحيفة نيويوركر في مراجعة سلبية بأن الفيلم "يحول هذه المادة الجيدة العقل إلى مادة سيئة بسيطة التفكير"، كما أنه لم يكن متفائلاً بقيمة الإنتاج، حيث كتب أن النموذج "لا يلمس قطار ليونيل الأقل سعراً". كتب ريتشارد من صحيفة واشنطن بوست "القصة هي قصة مثيرة، تفتخر بحيل الكاميرا البارع من قبل بول سي فوغل، سوف يحب الصغار هذا، وكتبت النشرة الشهرية للفيلم أن الفيلم "في أفضل حالاته في الكواليس حيث يستكشف جورج محيطه الجديد في كل مرة توقف"، لكنه وجد أن التمثيل "غير مناسب يفتقد رود تايلور كل من الفكر والحس الفاصل.
حصل الفيلم على 77٪، بمتوسط 6.9 درجة، على موقع استعراض الأفلام، مع 27 من 35 منتقدًا يعطي الفيلم مراجعة إيجابية.

## روابط خارجية
- مقالات تستعمل روابط فنية بلا صلة مع ويكي بيانات